# Adnach
Adnach (eller Adna) var enligt Bibeln en hövding i Manasses släkt som gick över till kung David när David drog ut till strid mot Saul (1 Krön. 12:19–21).
Adna var också namnet på en officer i Juda rike, en av Joshafats generaler, som hade "300 000 tappra kämpar" (2 Krön. 17:14).